# Cristal de Kossel
Un cristal de Kossel  est un cristal théorique constitué d'un empilement de blocs microscopiques, conçu par le physicien allemand Walther Kossel (en). Ses faces obéissent au modèle TLK, c'est-à-dire qu'elles sont formées de terrasses (T, pour terrace), de ressauts (L, pour ledge) et de coudes (K, pour kink).

## Modèle de base

Surface d'un cristal de Kossel.

Dans sa conception la plus simple, un cristal de Kossel est constitué d'un empilement compact de cubes élémentaires liés entre eux par leurs faces. Les faces du cristal peuvent être constituées :
- de terrasses planes (un pavage de cubes), couvrant toute une face ou formant des marches d'escalier ;
- de ressauts (entre deux marches d'escalier) ;
- de coudes ou décrochements (là où une marche d'escalier se décale d'un rang).

Les cubes appartenant à ces trois types de zone n'ont pas le même nombre de liaisons chimiques que ceux de l'intérieur du cristal (liés à six autres cubes) :
- les cubes d'une terrasse (sauf ceux de ses bords) sont liés à cinq autres cubes (un en dessous de lui à l'intérieur du cristal et les quatre autres à ses côtés sur la même terrasse) ;
- les cubes d'un ressaut (sauf ceux de ses coudes) sont liés à quatre autres cubes (un en dessous, un derrière lui sur la terrasse supérieure et deux à ses côtés sur le même ressaut) ;
- le cube d'un coude est lié à trois autres cubes (un en dessous, un derrière lui sur la terrasse supérieure et un à son côté sur le ressaut saillant).

### Cristal parfait
Un cristal parfait est un cristal dans lequel l'empilement tridimensionnel des atomes est parfaitement régulier, et dont le pavage des faces est aussi régulier que possible. La structure de ces faces dépend de leur orientation, caractérisée par les indices de Miller. Dans le cas d'un cristal de Kossel du système cubique simple, les principales faces possibles d'un cristal parfait (celles dont les indices de Miller sont petits) sont constituées ainsi :
- faces {\displaystyle \{1,0,0\}} : une unique terrasse (surface plane et lisse) ;
- faces {\displaystyle \{1,1,0\}} : des rangées successives de ressauts ;
- faces {\displaystyle \{1,1,1\}} : un pavage de coudes (pointant tous vers l'extérieur de la face) ;
- faces {\displaystyle \{2,1,0\}} : une succession de terrasses étroites (larges de deux côtés de cube élémentaire) séparées par des ressauts (une moitié des cubes de la face sont des cubes de terrasse et l'autre moitié des cubes de ressaut) ;
- faces d'indices de Miller supérieurs : un arrangement régulier de terrasses, ressauts et/ou coudes.

Ces faces d'indices de Miller petits sont celles des formes les plus courantes des cristaux réels bien formés : les faces {\displaystyle \{1,0,0\}} sont celles du cube, les faces {\displaystyle \{1,1,1\}} celles de l'octaèdre, etc.

### Cristal imparfait
Le cristal de Kossel permet aussi de modéliser les défauts cristallins, notamment :
- les défauts ponctuels comme les lacunes (cube manquant) et les atomes additionnels ou adatomes (cube supplémentaire), sur une terrasse ou sur un ressaut ;
- les défauts étendus comme les dislocations, de type coin ou vis.

La prise en compte de ces défauts est importante pour la compréhension de la croissance et de la dissolution des cristaux.

## Variantes
Le cristal de Kossel standard est très utile pour comprendre les mécanismes fondamentaux de la croissance cristalline (et de la dissolution). Dans les détails, il ne s'applique bien qu'aux cristaux dont les briques élémentaires (définies par exemple par la maille primitive, qui contient un seul motif périodique) s'empilent suivant le réseau cubique simple, avec une coordinence 6. Mais on peut construire des variantes du cristal de Kossel pour d'autres empilements, plus compacts comme l'empilement cubique à faces centrées et l'empilement hexagonal compact (coordinence 12) ou moins compacts comme celui du diamant (coordinence 4).

Structure atomique d'une face prismatique du quartz (vue à plat).

Le quartz, notamment, est constitué d'un empilement peu compact de tétraèdres SiO4 partageant tous leurs sommets (coordinence 4). Considérons par exemple une face prismatique : comme pour le cristal de Kossel standard, cette face peut comporter des terrasses (séparées par des ressauts), des coudes, des lacunes tétraédriques et des tétraèdres additionnels. Les tétraèdres sont de plusieurs types :
- les tétraèdres de l'intérieur du cristal sont liés à quatre autres tétraèdres ;
- une moitié de ceux des terrasses sont également liés à quatre autres, l'autre moitié à trois seulement (« groupes γ ») ;
- les tétraèdres des ressauts et des coudes sont liés à trois autres tétraèdres  (« groupes γ ») ;
- les tétraèdres additionnels peuvent être liés à deux autres (« groupes β ») ou seulement un (« groupes α »).